# Даніель Ґатті
Даніель Ґатті (італ. Daniele Gatti — нар.6 жовтня 1961, Мілан, Італія) — італійський диригент.

## Біографія
Даніель Ґатті здобув музичну освіту в Міланській консерваторії. Його диригентський дебют також відбувся в Мілані в 1982 році. Він диригував оперою Джузеппе Верді «Жанна д'Арк».
Протягом наступних кількох років він виступав в оперних театрах невеликих міст Італії. Перший помітний успіх прийшов до Ґатті в 1988 році, після виконання опери Джоакіно Россіні «Випадок робить злодієм» в міланському театрі «Ла Скала», яку високо оцінили критики.
Якщо на початку кар'єри Даніель Ґатті диригував переважно театральними постановками, то в 1990 році він звернувся також до симфонічної музики. З 1992 по 1997 рік Ґатті був головним диригентом оркестру Національної академії святої Цецилії в Римі. У 1997 він став керувати муніципальним театром Болоньї.
З 1997 по 2009 рік він займав пост головного диригента Королівського філармонічного оркестру. За час свого керівництва цим оркестром Ґатті повернув йому статус одного з провідних оркестрів Лондона.
У вересні 2008 року він очолив Національний оркестр Франції. У 2009—2012 роках він був головним диригентом Цюрихської опери.
У 2020 році Даніель Ґатті став музичним керівником оркестру Моцарта в Болоньї.
Даніель Ґатті одружений з віолончелісткою Сільвії К'єза.

## Нагороди
- 2004, 2015 : Премія Франко Абб'яті